# ARTHUR (radar)

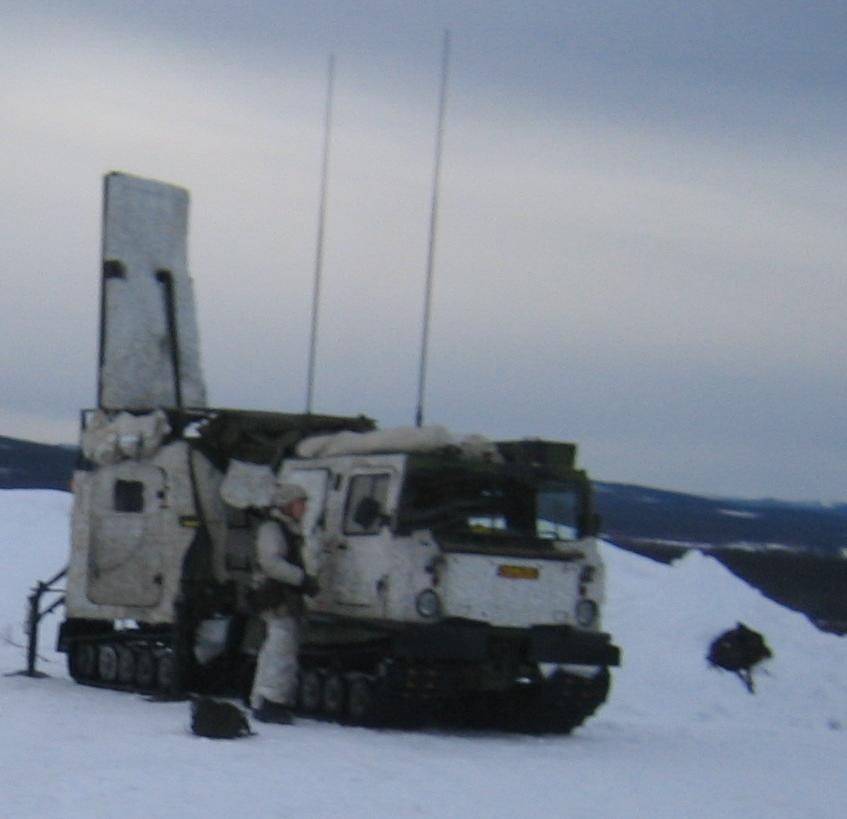
Radar de contrebatterie ARTHUR monté sur véhicule Bandvagn 206.

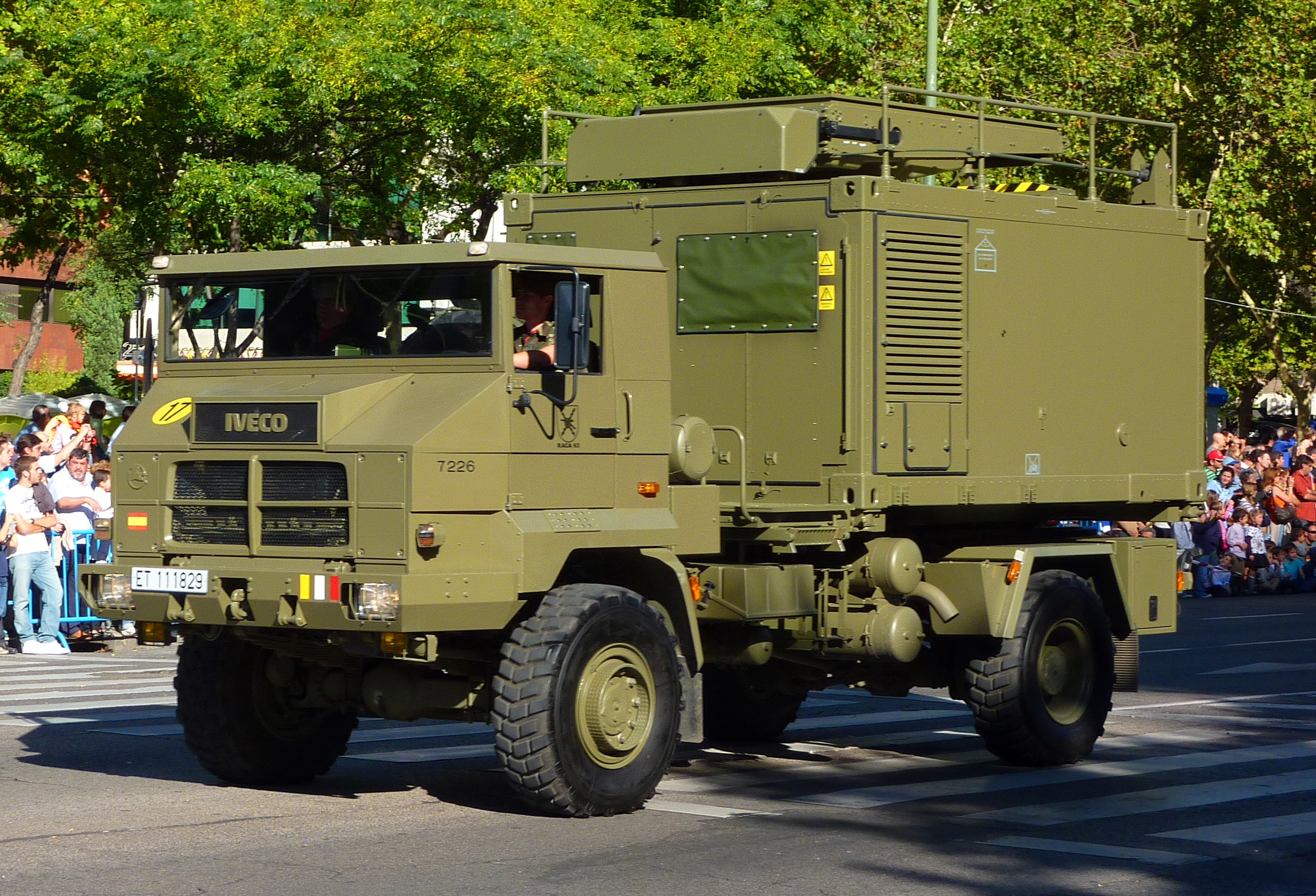
Radar ARTHUR de l'armée espagnole monté sur camion IVECO 7226

Le radar de contrebatterie ARTHUR est fabriqué en Suède par Ericsson utilisant une antenne à balayage électronique passive.

## Opérateurs
- Suède
- Norvège
- Danemark
- Canada
- Italie
- Tchéquie
- Grèce
- Espagne
- Singapour
- Malaisie
- Royaume-Uni[1]
- Corée du Sud : a commandé le ARTHUR Mod C en 2007, en 2011 Saab a reçu un ordre de confirmation[2].